# Барбара Ґордон
Барбара Ґордон (англ. Barbara Gordon) — персонаж всесвіту DC Comics. Версія Бетдівчини Барбари Ґордон є одним з найбільш впізнаваних супергероїв DC Comics. Вона дебютувала у Detective Comics № 359 як дочка комісара Джеймса Ґордона.
У травні 2011 року Барбара Ґордон (Бетґьорл) зайняла 17 місце у списку «Сто найкращих персонажів коміксів всіх часів» за версією IGN.